# Liste der Monuments historiques in Seysses
Die Liste der Monuments historiques in Seysses führt die Monuments historiques in der französischen Gemeinde Seysses auf.

## Liste der Bauwerke
| Bezeichnung      | Beschreibung             | Standort | Kennzeichnung | Schutzstatus | Datum | Bild           |
| ---------------- | ------------------------ | -------- | ------------- | ------------ | ----- | -------------- |
| Kirche St-Blaise | Erbaut von 1784 bis 1790 | (Lage)   | PA00094492    | Inscrit      | 1926  | weitere Bilder |

## Liste der Objekte
- Monuments historiques (Objekte) in Seysses in der Base Palissy des französischen Kultusministeriums